# Decanal
El decanal és un aldehid lineal que es troba de manera natural, com per exemple en els cítrics, i és emprat en fragàncies i aromes. És també un component important de la olor del fajol.
El decanal es pot obtenir per oxidació del decanol.